# Artemisia ammaniana
Artemisia ammaniana là một loài thực vật có hoa trong họ Cúc. Loài này được Besser mô tả khoa học đầu tiên năm 1835.